# بي إس آي ستيل
تكامل أنظمة البناء (BSI-Steel) هي شركة صناعية تقع في المنطقة الصناعية الجديدة بالدوحة، قطر . BSI-Steel هي الأولى من نوعها في قطر لتصميم وتصنيع وتوريد المباني الفولاذية حتى ارتفاع أربعة طوابق. وهو منتج مختلف عن الطريقة التقليدية للقصاصات الجاهزة، حيث يتم تصنيع صفائح الحديد ذات الجهد العالي للجسور والأعمدة لتكوين المبنى الحديدي المطلوب، مما يشغل مساحة أكبر من الطريقة التقليدية وبتكلفة أقل. 

## التاريخ
تم إنشاء BSI-Steel لتلبية متطلبات سوق البناء سريع النمو في قطر ، حيث تم استيراد جميع المباني المعدنية سابقة الهندسة (PEBs) من الدول المجاورة .
وافتتح الشركة ومصنعها الأول في المنطقة الصناعية الجديدة بالدوحة معالي محمد صالح السادة، وزير الدولة لشؤون الصناعة والطاقة. وحضر حفل التدشين عدد من معاونيه من وزارة الطاقة والصناعة وحشد من رجال الأعمال القطريين المحليين.  لقد أطلقوا عملياتهم في عام 2006 بقدرة إنتاجية تتراوح بين 100 إلى 150 طنًا شهريًا (TPM).
ومع ذلك، منذ أن انتقلت الشركة إلى منشأتها الجديدة التي تبلغ مساحتها 10.000 متر مربع في المنطقة الصناعية الجديدة بالدوحة في أكتوبر 2008، زاد إنتاج الشركة عشرة أضعاف. وفي عام 2010، قامت BSI-Steel بحجز طلبات بمعدل 800 إلى 1000 طن في الدقيقة وزادت مبيعاتها في عام 2011.  تقدم الشركة خدماتها في قطر وتشغل حيزا كبيرا في سوق التصدير خلال تزويد عملائهم بـ PEBs في المنطقة .

## العمليات والموقع

### المصنع
يقع المكتب الرئيسي والمصنع لشركة BSI-Steel في المنطقة الصناعية الجديدة في الدوحة، بين الوكرة ومسيعيد .  ويبلغ إجمالي مساحة مرافق BSI-Steel حوالي 10.000 متر مربع ، ويشمل ذلك كافتيريا وعيادة ومساحة مكتبية ومرافق للمصنع بمساحة 9.000 متر مربع .  تم تصميم المصنع لاستيعاب أحدث الآلات التي يمكنها تصنيع ما يصل إلى 4000 طن متري من ألواح PEB شهريًا، والتي تتضمن 2400 طن متري من الإطارات (أعضاء فولاذية مطلية)، و800 طن متري من المجلفن الثانوي "C" و"Z" أعضاء و 820 طن متري من الألواح وملحقاتها. 

### الإدارة
يدير الشركة الرئيس التنفيذي كاظم الربيعي ورئيس مجلس إدارة الشركة سعد عتيق مفتاح. 
ويتكون الفريق من الإدارة التنفيذية، والإدارة الهندسية (حوالي 50 مهندسًا)، وإدارة الإنتاج، وإدارة مراقبة الجودة، وإدارة الجودة، وأخيرًا الصيانة، بالإضافة إلى المسؤولين عن تحديث المعدات.
تتمتع الإدارة التنفيذية وفريقها الفني بخبرة لا تقل عن عشرين عاماً، وأكثر من خمسة وثلاثين عاماً لبعض الأعضاء المخضرمين ضمن طاقم عمل المؤسسة. 

### قسم التصنيع
ينقسم قسم التصنيع في BSI-Steel إلى أربعة أقسام.
يقوم القسم الأول بتصنيع ألواح السقف والجدران والفواصل.
ويوجد قسمان لقطع ومعالجة وتصنيع الحديد. وأخيرا، يقوم قسم واحد بتنظيف الحديد المصنع وصبغه حسب مواصفات الطلب. 
يعمل الفريق الهندسي بتوافق تام مع قوانين التصميم والبناء الأمريكية لتصميم وتصنيع منتجاته. حيث يستخدمون برامج التصميم والتفصيل التي تم تطويرها وبيعها بواسطة Metal Building Software (MBS). يتضمن برنامج MBS القواعد الأمريكية القياسية التي تنطبق على تصميم وتصنيع PEBs. 

### المشاريع
استحوذت الشركة على عدد من المشاريع في قطر. وتشمل هذه المشاريع مول الخليج في الغرافة، وحظيرة طائرات كبار الشخصيات في مطار الدوحة الدولي، ومخزن تبريد، وسكن عمال، ومصنع مسبق الصب، ومدرسة دولية، ومستودع لوجستي عملاق. 

## روابط خارجية
- "BSi Steel Backs dusi2c" . ركوب الدراجات المباشر.